# Burlington megye
Burlington megye az Amerikai Egyesült Államokban, azon belül New Jersey államban található. Megyeszékhelye Mount Holly, legnagyobb városa Evesham Township. Lakosainak száma 461 860 fő (2020. április 1.). Burlington megye Bucks, Mercer, Philadelphia, Camden, Atlantic és Ocean megyékkel határos.

## Népesség
A megye népességének változása:
| Lakosok száma | 449 215 | 450 750 | 451 626 | 450 838 | 450 226 | 461 860 |
|               | 2010    | 2011    | 2012    | 2013    | 2015    | 2020    |